# مقاطعة أولوموتس
مقاطعة أولوموتس (بالتشيكية: Okres Olomouc)‏ هي مقاطعة (أوكريس) في إقليم أولوموتس في جمهورية التشيك.
عاصمة هذه المقاطعة هي مدينة أولوموتس.

## اقرأ أيضاً
- مقاطعات جمهورية التشيك